# شارلوت سینتون-دالبی
شارلوت هلن سینتون-دالبی (انگلیسی: Charlotte Helen Sainton-Dolby؛ ‏ ۱۷ مهٔ ۱۸۲۱ – ۱۸ فوریهٔ ۱۸۸۵) خواننده، کنترآلتو اپرا، موسیقی‌دان و مربی موسیقی و آواز اهل پادشاهی متحد بریتانیای کبیر و ایرلند بود.
وی از سال ۱۸۳۲ تا ۱۸۳۷ در آکادمی سلطنتی موسیقی تحصیل کرد و نخستین اجرایش را در کنسرت انجمن سلطنتی فیلارمونیک در ۱۸۴۱ انجام داد. وی در سال ۱۸۴۵ با تشویق فلیکس مندلسون که مجذوب صدایش شده بود در گواندهاوس لایپزیگ برنامه‌ای اجرا کرد. وی همچنین یکی از تک‌خوانان اصلی اجرای ویلیام استرندیل بنت از انجیل به روایت متی در شهر لندن در ۶ آوریل ۱۸۵۴ بود.آخرین حضور عمومی او در کنسرت خداحافظی همسرش در ژوئن ۱۸۸۳ بود.